# Nacho Yáñez
Ignacio Yáñez Cidad, detto Nacho (Madrid, 11 aprile 1973), è un allenatore di pallacanestro ed ex cestista spagnolo.

## Palmarès

### Giocatore

#### Squadra
- Copa Príncipe de Asturias: 3

Fuenlabrada: 1998
Tenerife: 2003
Canarias: 2012

#### Individuale
- MVP Copa Príncipe de Asturias: 1

Canarias: 2012

### Allenatore
- Basketball Champions League: 1

CB Canarias: 2016-17
- Coppa Intercontinentale: 1

Canarias: 2020